# Leistung (Volkswirtschaftslehre)
Als Leistung bezeichnet die Volkswirtschaftslehre alle im Inland hergestellten Güter und Dienstleistungen und die Güter- und Dienstleistungsströme zwischen dem Inland und dem Ausland, jeweils bereinigt um Vorleistungen. 

## Allgemeines
Der volkswirtschaftliche Leistungsbegriff ist eine ergebnisorientierte volkswirtschaftliche Kennzahl, die durch Nachfrage auf einem Markt zustande kommt und in Form des Marktpreises quantifiziert werden kann. Leistungen ohne Marktwert wie etwa unbezahlte Haus- und Familienarbeit (Hauswirtschaft, Kinderbetreuung) werden hingegen nicht erfasst. Die volkswirtschaftliche Leistung ist die Aggregation der Leistung aller Wirtschaftssektoren einer Volkswirtschaft, die hierfür eine Gegenleistung erhalten haben. Die volkswirtschaftliche Leistungsfähigkeit als Maximalleistung ist ein in § 6 Abs. 1 StabG benutzter Rechtsbegriff.

## Statistische Erfassung
Die volkswirtschaftliche Leistung schlägt sich in der Volkswirtschaftlichen Gesamtrechnung (VGR) nieder. Deren Ziel ist es, die Leistung einer Volkswirtschaft zahlenmäßig zu erfassen. Die Leistung der gesamten Volkswirtschaft entspricht der Summe der Wertschöpfung aller Wirtschaftssektoren, wobei der Anteil des Staates an der Leistung als Staatsquote bezeichnet wird. Die VGR kann in Form der Entstehungsrechnung (Ausgangspunkt ist der Produktionswert), Verwendungsrechnung (Konsumausgaben) oder Verteilungsrechnung (Arbeitnehmerentgelt) erstellt werden.
Leistungen einer Volkswirtschaft in das Ausland oder vom Ausland in das Inland werden gesondert erfasst. Ihren Niederschlag finden sie in der Leistungsbilanz und deren Unterbilanz Übertragungsbilanz. Die Leistungsbilanz erfasst sämtliche Ausgaben und Einnahmen, die im Zusammenhang mit dem Ausland stehen, so dass vor allem Exporte und Importe hierin registriert sind. Die Übertragungsbilanz enthält alle unentgeltlichen Leistungen, die aus einer Volkswirtschaft hinausgehen und in sie hineinkommen, für die keine Gegenleistung (Transferleistung) erfolgt bzw. durch die keine Forderungen oder Verbindlichkeiten entstehen (wie beispielsweise Entwicklungshilfe).  
Der Leistungsbilanzsaldo ist der am häufigsten verwendete Indikator für das außenwirtschaftliche Gleichgewicht, das zum magischen Viereck gehört. Er spiegelt die Wirtschaftskraft – also die Leistung einer Volkswirtschaft im Sinne internationaler Wettbewerbsfähigkeit – wider, die sich in der Fähigkeit ausdrückt, Importe und Übertragungen an das Ausland durch den Erlös von Exporten finanzieren zu können.

## Messung
Während früher die volkswirtschaftliche Leistung verschiedener Staaten meistens mit dem Bruttosozialprodukt (BSP; heute Bruttonationaleinkommen, BNE) verglichen wurde, ist inzwischen das Bruttoinlandsprodukt (BIP) zum wichtigsten Referenzaggregat der VGR avanciert. Es zeigt den Wert der im Inland produzierten Güter und Dienstleistungen, soweit diese nicht als Vorleistungsgüter verwendet wurden. Dessen Pendant in sozialistischen Staaten war das Nettomaterialprodukt.